# Rotonda (iglesia)

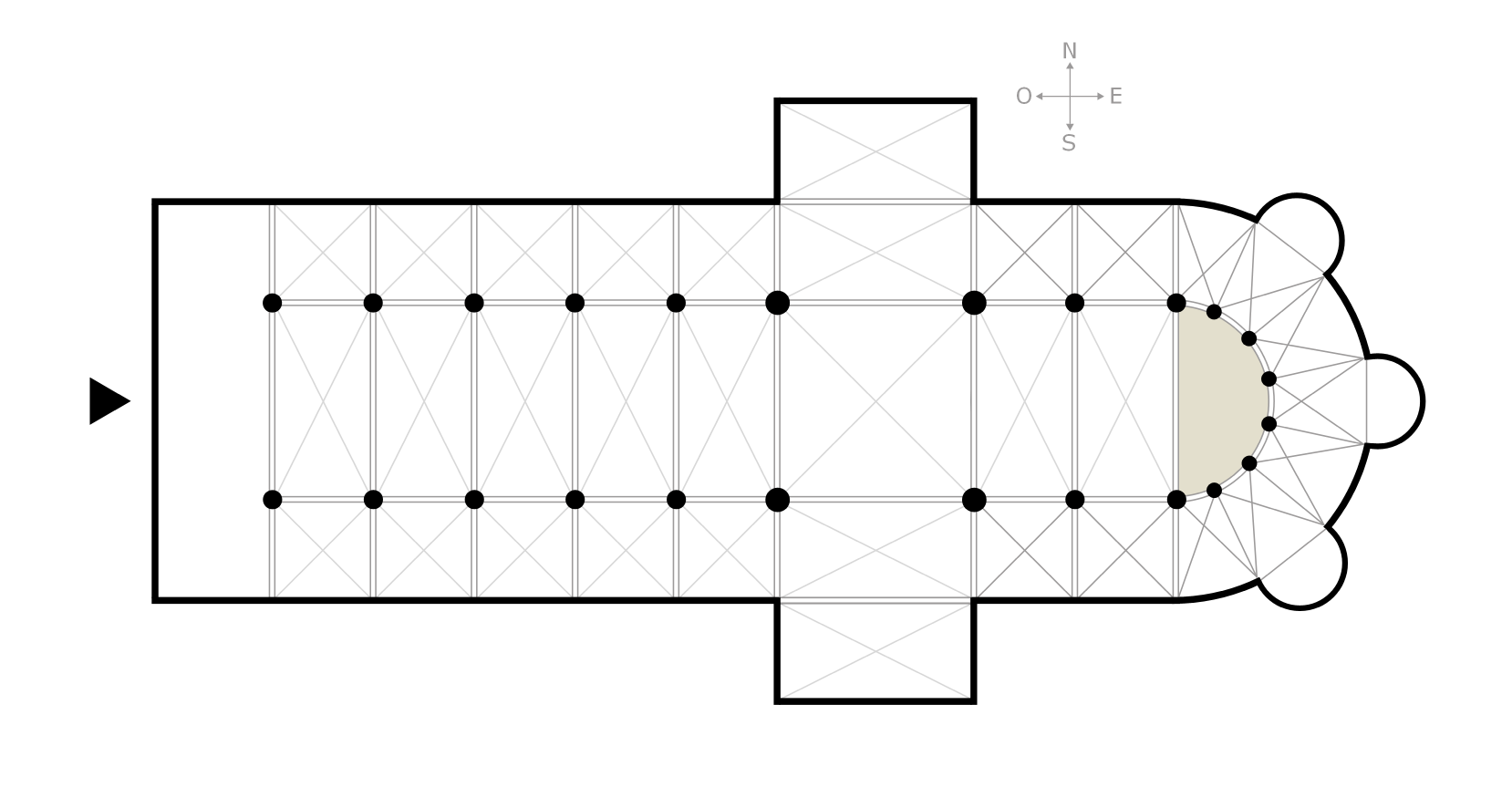
Planta de una iglesia, que muestra la rotonda del ábside de una iglesia con girola y capillas radiantes con absidiolos.

Una rotonda, en la arquitectura cristiana de iglesia, es el conjunto de pilares y arcadas de unión que cierran el ábside del coro cuando la iglesia tiene girola. En algunos casos, se considera que forma parte del presbiterio.
Aparece ya en la arquitectura románica. En las iglesias de estilo gótico radiante, el ábside de un coro con girola termina en una rotonda y continúa por encima del tejado de la girola con el triforio, y después con los ventanales altos del claristorio.
Por extensión, este término puede aplicarse a la parte semicircular o ábside situada al final de la nave principal.